# توماس بي. لوسون
توماس بي. لوسون (بالإنجليزية: Thomas B. Lawson)‏ هو رسام أمريكي، ولد في 13 يناير 1807، وتوفي في 1888.